# Cyclosternum rufohirtum
Cyclosternum rufohirtum är en spindelart som först beskrevs av Simon 1889.  Cyclosternum rufohirtum ingår i släktet Cyclosternum och familjen fågelspindlar.
Artens utbredningsområde är Venezuela. Inga underarter finns listade i Catalogue of Life.